# 霍恩洛厄-朗根堡的費奧多拉
霍恩洛厄-朗根堡的費奧多拉（德語：Feodora zu Hohenlohe-Langenburg，1839年7月7日—1872年2月10日），薩克森-邁寧根公爵夫人，霍恩洛厄-朗根堡親王恩斯特一世的女兒。

## 家庭
1858年，費奧多拉與薩克森-邁寧根公爵博恩哈德二世的獨子格奧爾格結婚，兩人共有三個兒子：
1. 恩斯特（1859年—1941年）
2. 腓特烈（1861年—1914年）
3. 維克多（1865年—1865年），夭折